# Sokolniki (przystanek kolejowy)
Sokolniki - dawny przystanek kolei wąskotorowej w Sokolnikach, w województwie wielkopolskim, w Polsce. Otwarty w 1898; zamknięty w 1976.